# 揚げひばり

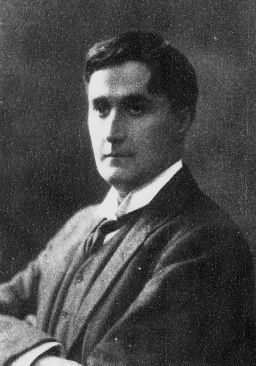
揚げひばりを作曲した頃のヴォーン・ウィリアムズ（1913年）

『揚げひばり』（または「舞い上がるひばり」、英: The Lark Ascending）は、レイフ・ヴォーン・ウィリアムズが書いたヴァイオリンとオーケストラのための作品である。副題は「ヴァイオリンと管弦楽のためのロマンス」(Romance for Violin and Orchestra)。
作曲の協力とともに、初演もおこなったイギリスの女性ヴァイオリニスト、マリー・ホールに献呈されている。

## 概要
イギリスの作家ジョージ・メレディスによる122行の同名の詩に触発されたのをきっかけに、1914年に草稿が書き上げられたが、作曲者が第一次世界大戦に従軍していたため完成されなかった。戦後の1920年にマリー・ホールの協力を得て完成し、同年の11月15日に彼女の独奏により、ピアノ伴奏版でグロスタシャーにて初演された。
さらに翌年の1921年の6月14日に現在の「ヴァイオリンと管弦楽のためのロマンス」として、再びマリー・ホールのヴァイオリンとエイドリアン・ボールトの指揮により、ロンドンにて再初演された。
作品全体を通じて、作曲年代の近い《田園交響曲》に似た、民謡風の旋律を用いた美しい牧歌的雰囲気が流れており、現在でもコンサートなどで演奏されることが多くなっている。またイギリスのインターネットラジオ「Classic FM」では、投票で2007年、2008年、2009年と「栄誉の殿堂(Hall of fame)」の第1位を果たした。

## 楽器編成
独奏ヴァイオリン、フルート2、オーボエ1、クラリネット（イ調）2、ファゴット2、ホルン（ヘ調）2、トライアングル、弦楽5部。
またスコアには作曲者の手により、以下のような1管編成の室内オーケストラ版でも演奏できるよう、キューが書かれている。
- 独奏ヴァイオリン、管楽器それぞれ1、トライアングル、第1ヴァイオリン3または4、第2ヴァイオリン3または4、ヴィオラ2、チェロ2、コントラバス1。

## 構成

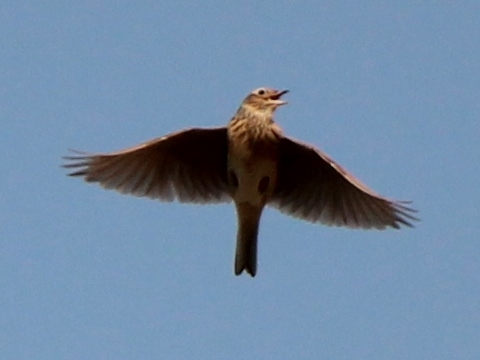
舞い上がりさえずるヒバリ

自由な三部形式で書かれている(A - [B - C - B'] - A')。演奏時間は約16分。
Aは8分の6拍子のアンダンテ・ソステヌート。短い静かな序奏に続いて、独奏ヴァイオリンがヒバリの鳴き声を模倣したメリスマ的なカデンツァを奏した後、空高く飛翔するヒバリの姿を想起させる美しい主題旋律を歌う。
4分の2拍子・アレグレット・トランクイロ（クアジ・アンダンテ）のB部に入ると、やや雰囲気が活発化する。この中間部を三浦淳史は『最新名曲解説全集17』で、あたかもひばりが人間たちの営むにぎやかな定期市を空から眺めているといった印象を受ける、と評している。
C部分のアレグロ・トランクイロでは、繊細なトライアングルの音色を背景に独奏ヴァイオリンが技巧的な旋律を歌う。短縮されたB'、A'と進み、最後は無伴奏となり静かなエコーとともに消え去って行くように終わる。

## 詩
スコアの冒頭には、メレディスの詩から抜粋した以下の部分が引用されている。
He rises and begins to round,

He drops the silver chain of sound,

Of many links without a break,

In chirrup, whistle, slur and shake.

For singing till his heaven fills,

’Tis love of earth that he instils,

And ever winging up and up,

Our valley is his golden cup,

And he the wine which overflows

To lift us with him as he goes.

Till lost on his aerial rings

In light, and then the fancy sings.

## 備考
「揚げひばり」は元来は、俳句の春の季語である。たまたま意味が重なることから、The Lark Ascending の訳に用いられている。